# Кашиас-ду-Сул
Каши́ас-ду-Сул (порт. Caxias do Sul) — муниципалитет в Бразилии, входит в штат Риу-Гранди-ду-Сул. Составная часть мезорегиона Северо-восток штата Риу-Гранди-ду-Сул. Входит в экономико-статистический микрорегион Кашиас-ду-Сул и городскую агломерацию Серра-Гауша. Население составляет 399 038 человек на 2007 год и 470 223 человек на 2014 год. Занимает площадь 1643,913 км². Плотность населения — 286 чел./км².
Праздник города — 20 июня.

## История
Город основан 20 июня 1890 года.

## Статистика
- Валовой внутренний продукт на 2005 составляет 8 422 381 млн реалов (данные: Бразильский институт географии и статистики).
- Валовой внутренний продукт на душу населения на 2005 составляет 20 838,00 реалов (данные: Бразильский институт географии и статистики).
- Индекс развития человеческого потенциала на 2000 составляет 0,857 (данные: Программа развития ООН).

## География
Климат местности: субтропический. В соответствии с классификацией Кёппена, климат относится к категории Cfb.

## Галерея

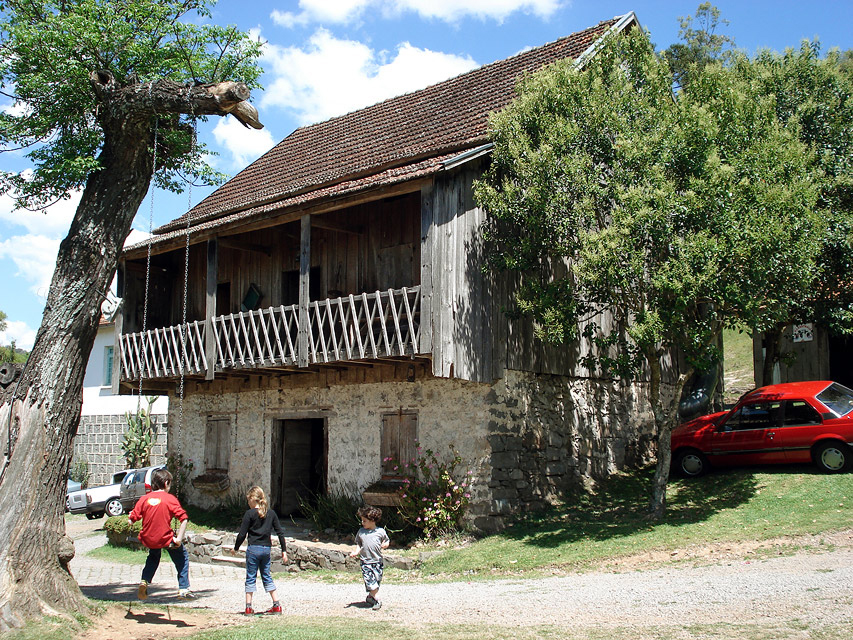
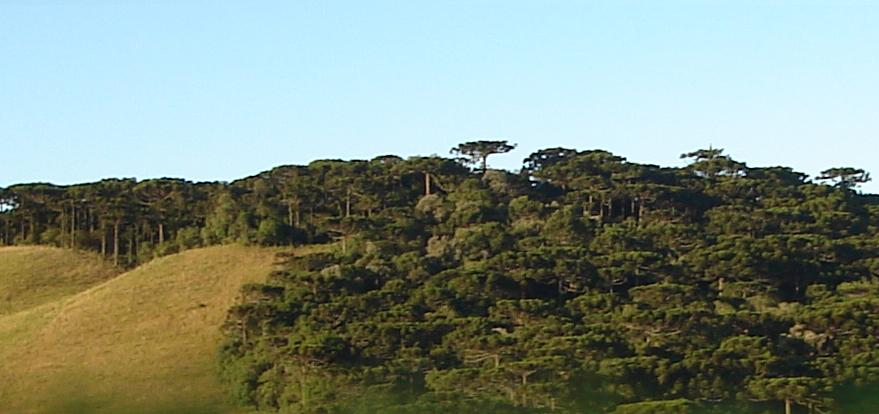
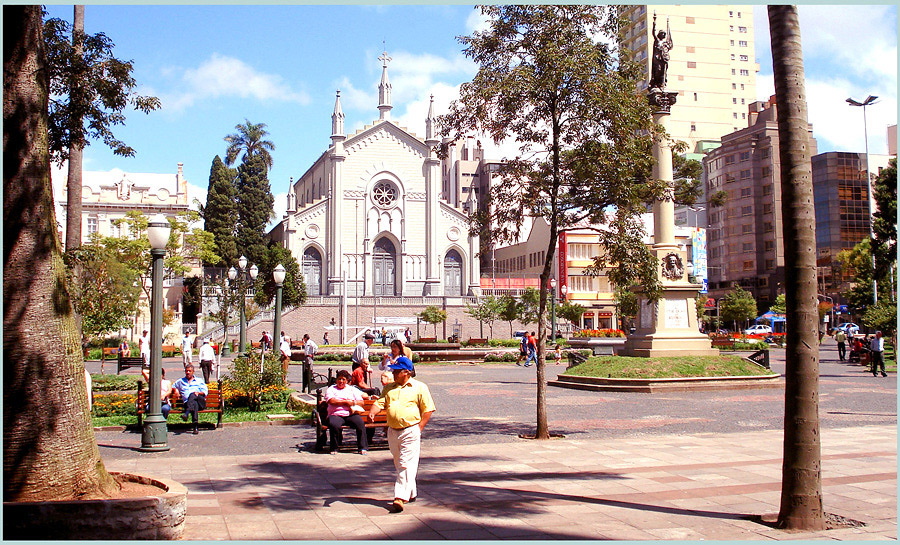
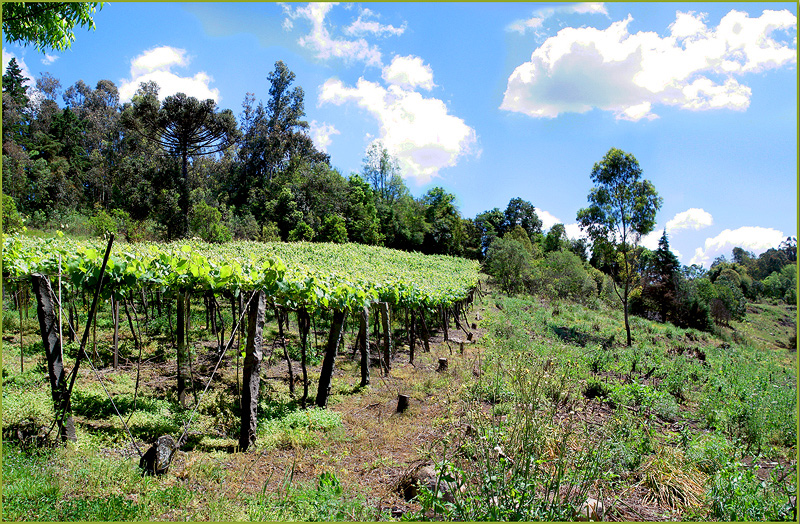
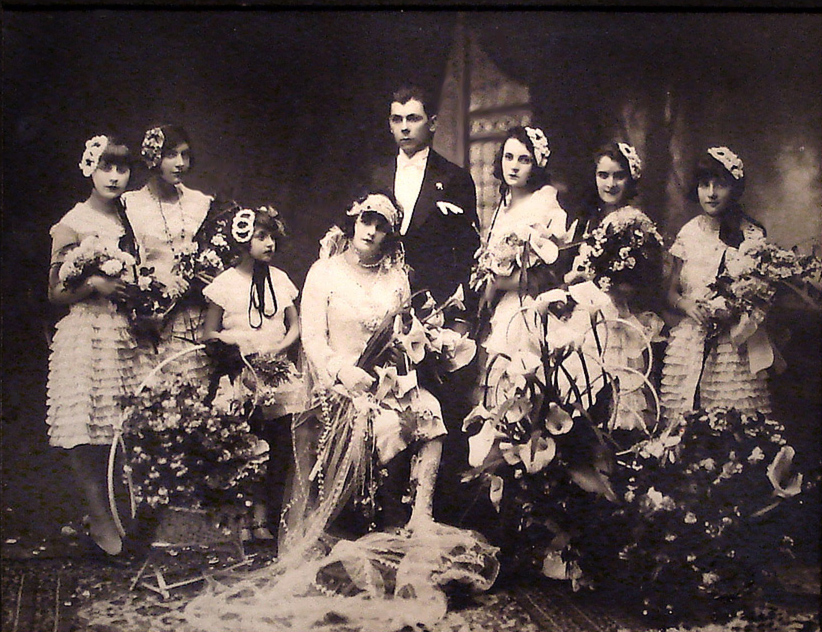
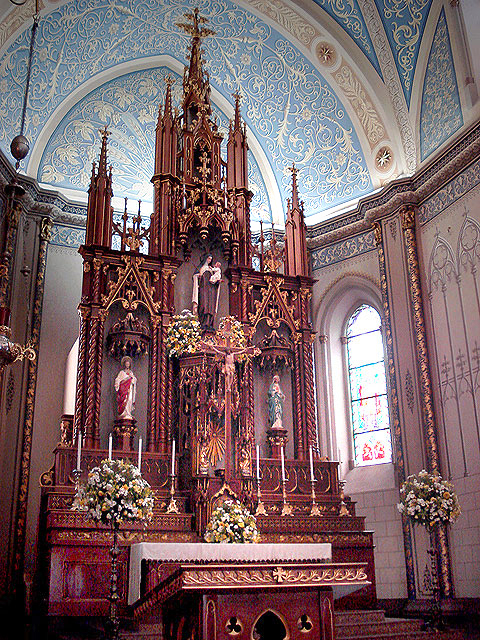
Собор Святой Терезы
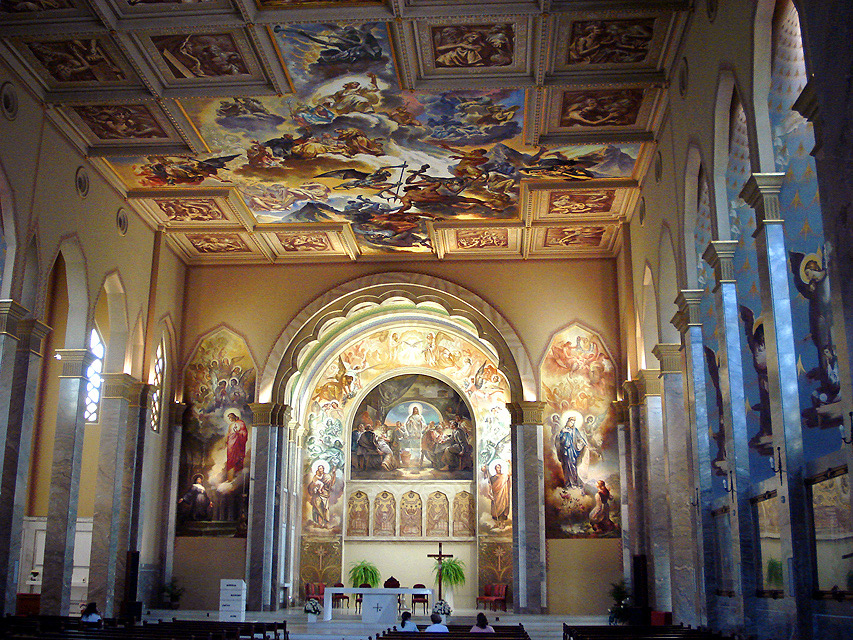
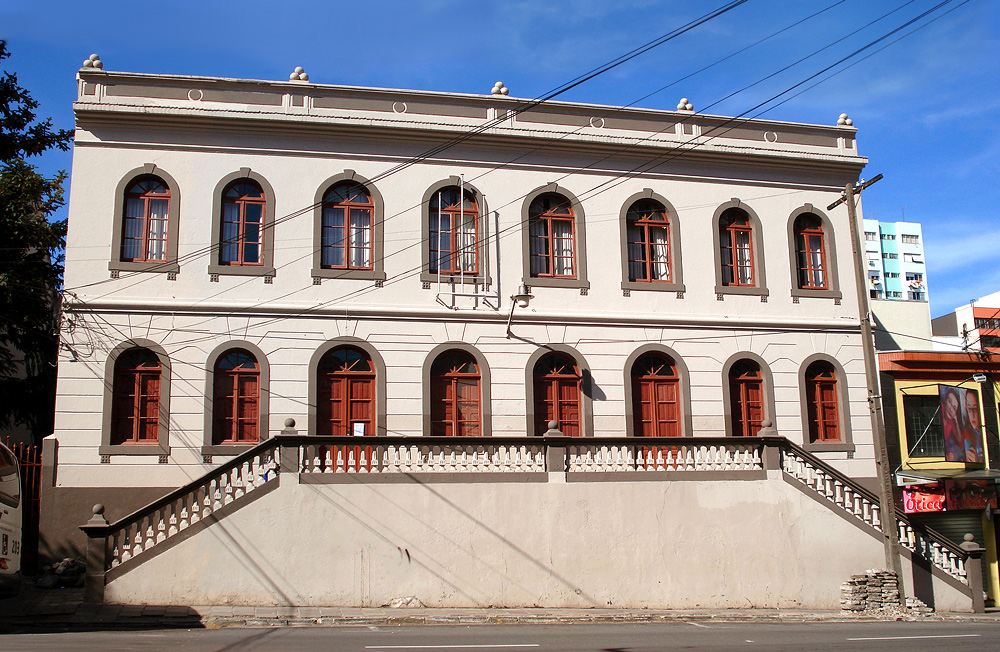
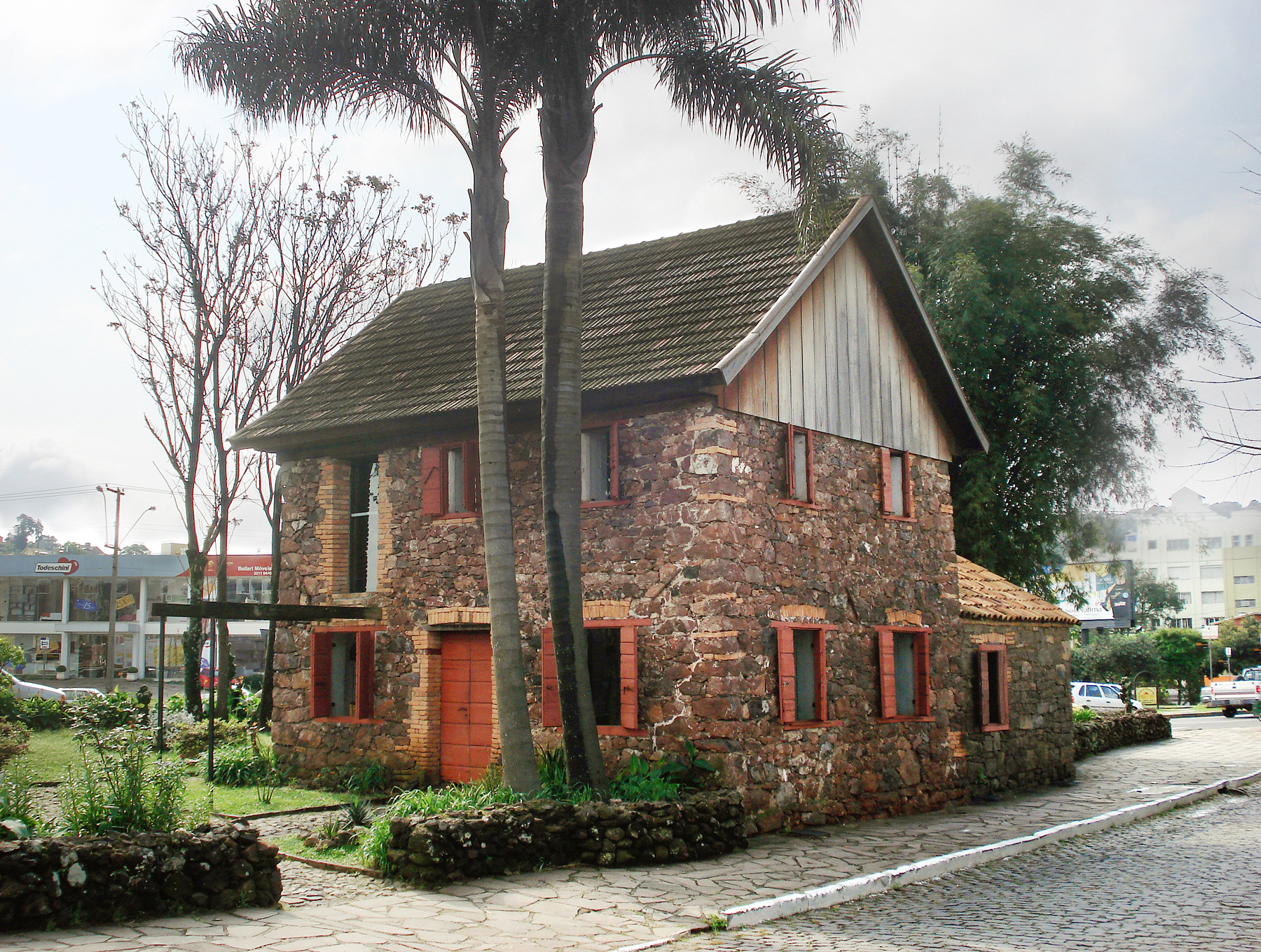
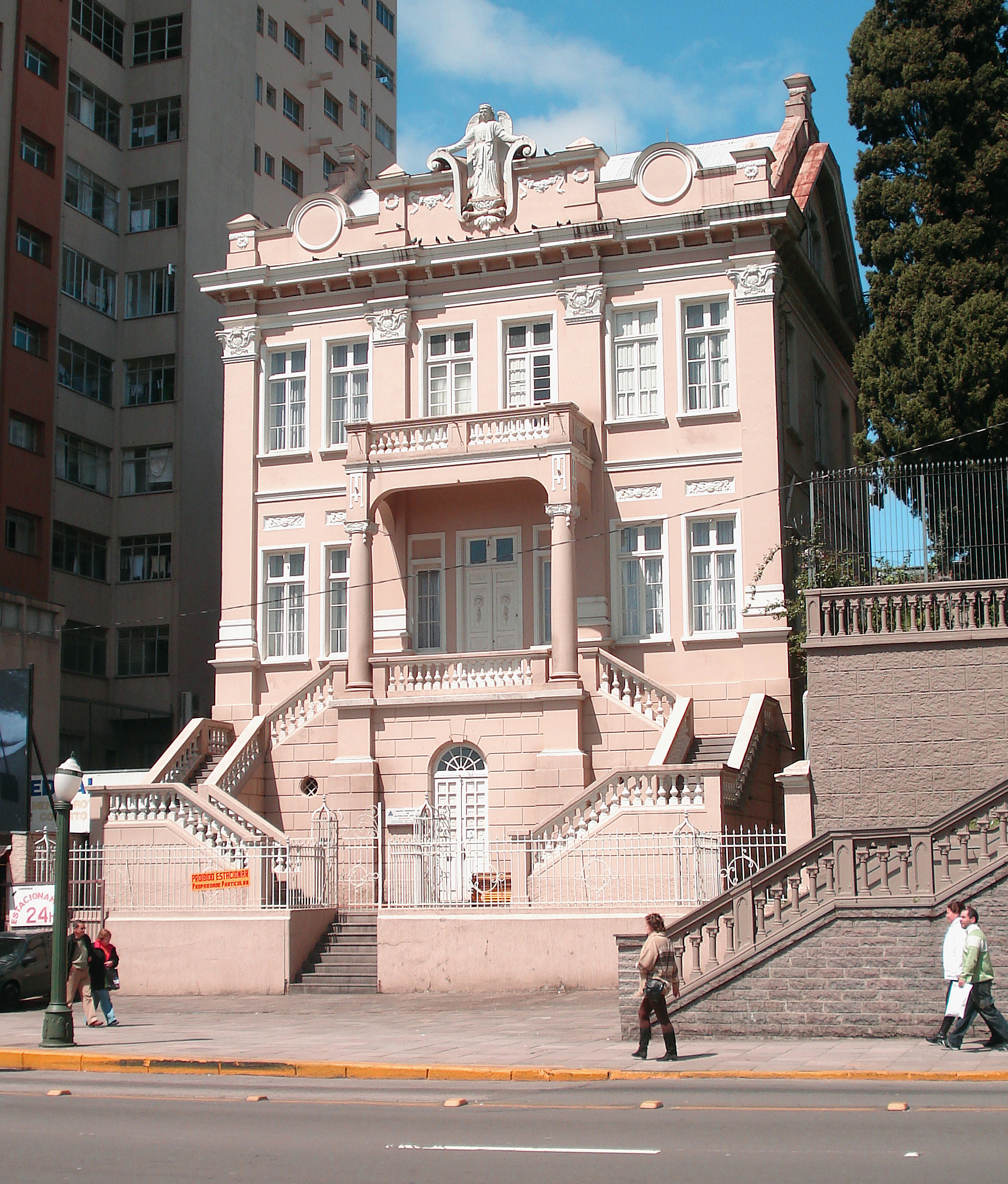
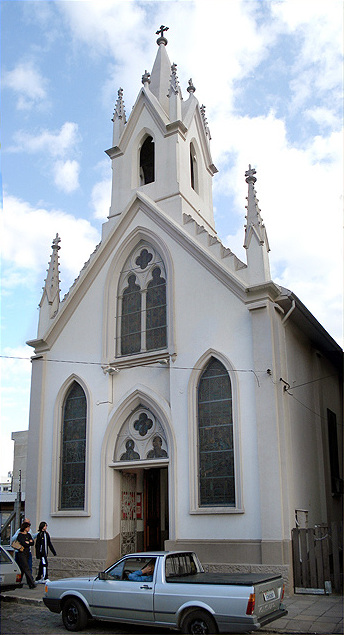